# منطقه کوای تسینگ
منطقه کوای تسینگ (به لاتین: Kwai Tsing District) یکی از مناطق هجده‌گانه هنگ کنگ در چین است منطقه کوای تسینگ ۲۱٫۸۲ کیلومتر مربع مساحت و ۵۲۰٬۵۷۲ نفر جمعیت دارد.